# Kawaraban

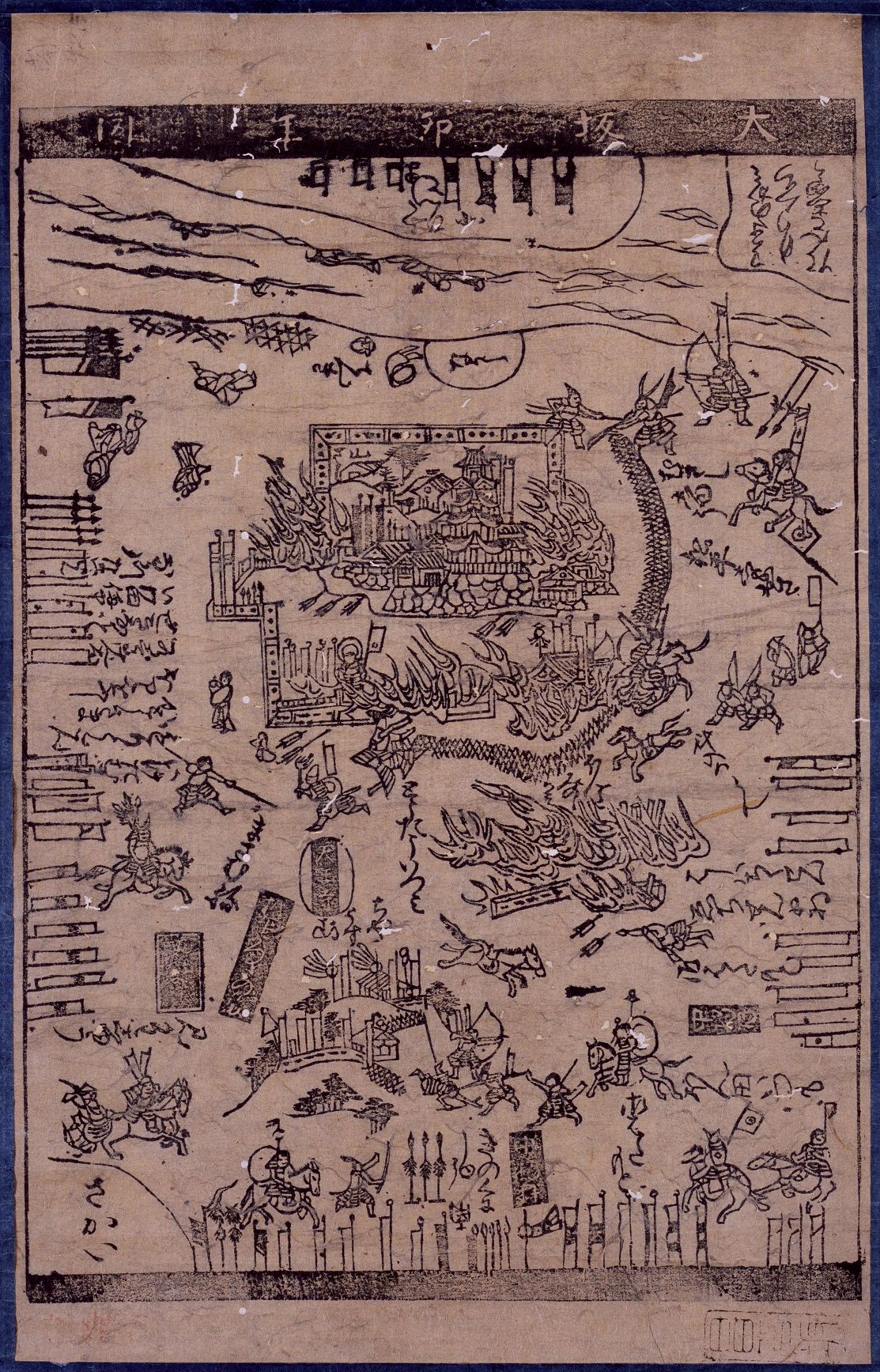
Ältestes erhaltenes Kawaraban der Edo-Zeit; Fall der Burg Ōsaka 1615

Als Kawaraban (japanisch 瓦版; zu deutsch wörtlich „Dachziegeldruck“) bezeichnete man in Japan aus Papierbögen bestehende und überwiegend einfarbig mit schwarzer Tusche bedruckte Flugblätter. Sie waren von etwa 1615 bis 1871/72 im Umlauf.

## Geschichte
Die ältesten erhaltenen Kawaraban stammen aus dem Jahr 1615 der Edo-Zeit. Die Bezeichnung dieser Art von Flugblättern als „Kawaraban“ ist allerdings erst seit Mitte des 19. Jahrhunderts sicher belegt. Geschrieben wurde das Wort mit dem Kanji 瓦 (Kawara), das für aus Ton hergestellte Dachziegel steht. Diese Schreibung könnte darauf hinweisen, dass die ersten Kawaraban mit tönernen Druckplatten hergestellt wurden; allerdings konnten solche Druckplatten nicht nachgewiesen werden. Eine andere etymologische Herleitung des Begriffs verweist auf eine weitere Bedeutung des Wortes Kawara, nämlich „Flussufer“, bzw. „ausgetrocknetes Flussbett“, geschrieben mit den Kanji 河原. Die ausgetrockneten Flussbetten und die Flussufer waren traditionell Aufenthaltsort der Eta und Hinin, den Angehörigen der untersten sozialen Schichten der Gesellschaft des feudalen Japan. Die Bedeutung von Kawaraban wäre dann sinngemäß als „Drucke für das gemeine Volk“ zu verstehen. Kawaraban waren bis etwa 1871/72 vornehmlich einfarbig. Das letzte Kawaraban wurde um 1871/72 gedruckt, danach wurden sie von der farbig illustrierten Zeitung Tokio Nichinichi Shinbun (東京日日新聞; zu dt. „Tokios Tageszeitung“) abgelöst.

## Herstellung

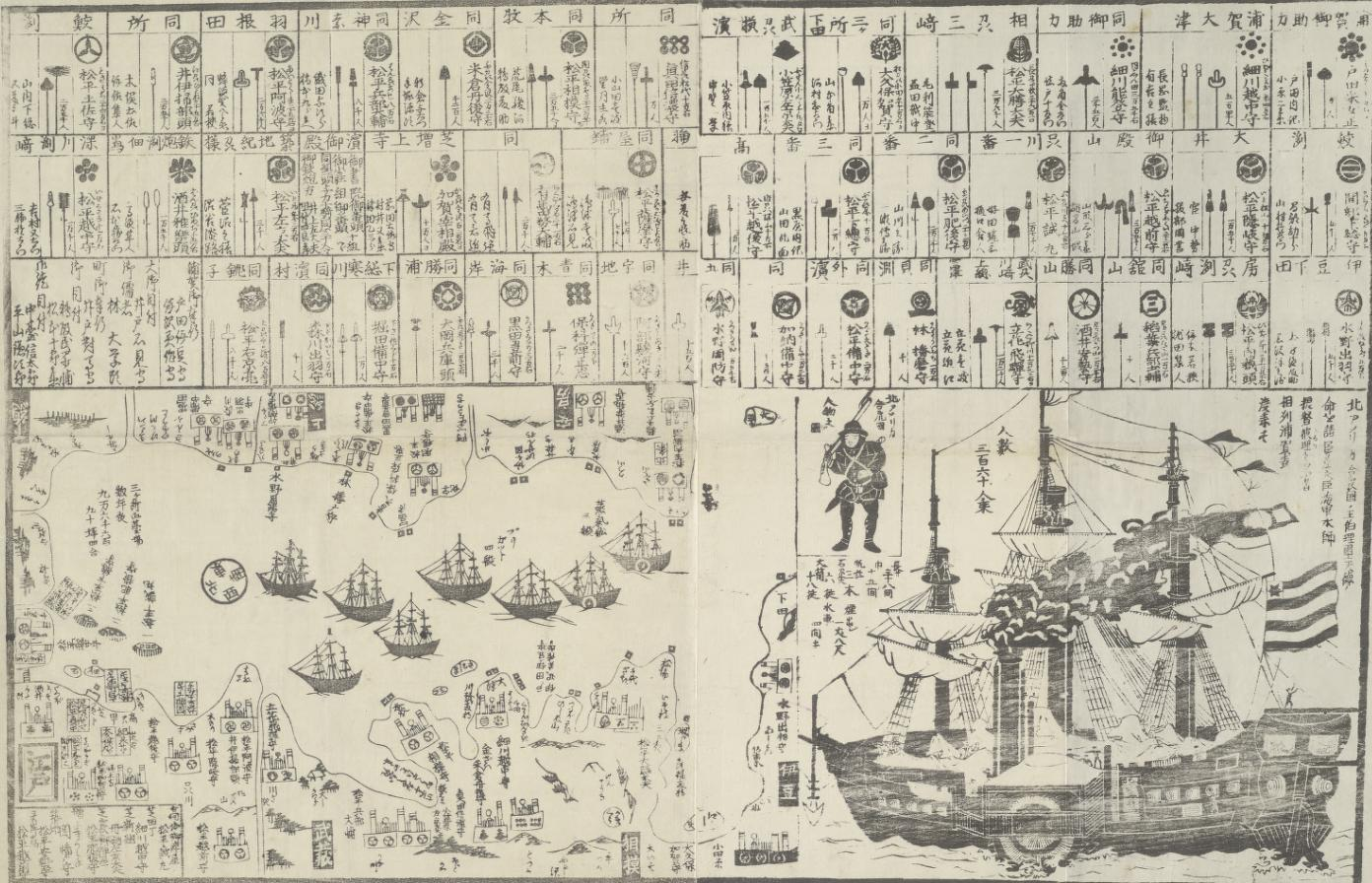
Die Flotte Perrys auf einem Kawaraban von 1854

Hergestellt wurden die Kawaraban wie andere Holzschnitte auch: Texte und Illustrationen wurden als Negative in die speziell präparierten Holzplatten geschnitten, von denen dann die Abzüge auf Japanpapier hergestellt wurden. Kleinere Flugblätter wurden mit einer einzelnen Platte gedruckt, für umfangreichere Berichterstattung konnten es auch mehrere sein, mit denen nebeneinander auf große Papierbögen gedruckt wurde. Gelegentlich erschienen auch Flugschriften, die mehrere Seiten umfassten. Meistens waren die Flugblätter einfarbig, die Berichterstattung über bedeutende Ereignisse wie zum Beispiel das Große Erdbeben 1855 oder die Ankunft von Admiral Matthew Calbraith Perry im Jahre 1854 wurden dagegen auch als Mehrfarbendruck hergestellt. Produzenten der Kawaraban waren kleine Verleger, die von den Zensurbehörden nicht allzu streng kontrolliert wurden. Sobald sich ein berichtenswerter Vorfall ereignete, wurde ein Schreiber beauftragt, der Text und Illustrationen entwarf. Dessen Entwurf ging an den Plattenschneider, die Druckplatten gelangten zum Drucker und dann wurden die fertigen Flugblätter an die Ezōshiya („Buchhandlungen“) geliefert. Parallel dazu wurden sie von Straßenhändlern verkauft. Der Preis (etwa 4 Mon) entsprach dem Wert eines Viertels einer einfachen Mahlzeit, größere und umfangreichere Kawaraban kosteten bis zum Doppelten der Mahlzeit (um die 30 Mon).

## Hintergründe

Geisha, die eine Zeitung liest; um 1870.

Flugblätter wie die Kawaraban kamen auf, als die einfache Bevölkerung Japans bemüht war, auf einfachstem Wege über wichtige Ereignisse wie Naturkatastrophen und Kriege informiert zu werden. Dabei standen zunächst Informationsaustausch und Neuigkeiten im Vordergrund, später kam freilich die Sensations- und Unterhaltungslust dazu.
Kleinere Exemplare waren zwar schnell hergestellt, allerdings beschränkten sich die Informationen und Abbildungen auf das Allernötigste, worunter vor allem die Qualität oft zu leiden hatte. Bei einem Hausbrand beispielsweise, reichte es vollkommen aus, eine Karte der Umgebung mit Ortsnamen zu drucken, auf denen die Miniaturdarstellung eines Feuers nebst erklärendem Kurztext über dem Ort zu sehen war. Bei Nachrichten über Naturkatastrophen hingegen bedurfte es detailreicherer Bilder und umfangreicherer Texte, sodass die darüber berichtenden Kawaraban entsprechend großformatig ausfielen. Ein sehr bekanntes Kawaraban berichtet vom Ansei-Edo-Erdbeben am 11. November 1855 (traditionelles Datum: Ansei 2/10/2), bei welchem im Epizentrum Edo mehr als 14.000 Häuser zerstört und Tausende von Menschen getötet wurden. Ein weiteres Problem bezüglich der Kawaraban war, dass das Bakufu den Textinhalt und die zu druckende Menge an Flugblättern immer mehr kontrollierte und dass die Kawaraban nicht täglich produziert wurden, sodass es unmöglich war vorauszusehen, wann das nächste Kawaraban erscheint und was darin steht. Erst mit der Öffnung der Grenzen Japans um 1854 ließ die Kontrolle wieder etwas nach.